# Trollputten
Trollputten är en sjö i Ludvika kommun i Dalarna och ingår i Norrströms huvudavrinningsområde.